# Perform This Way
Singles de “Weird Al” Yankovic
Ringtone
Perform This Way est une chanson parodique de Weird Al Yankovic. Il s’agit d’une parodie du rirew Born This Way de Lady Gaga. Les paroles représentent le point vue de Gaga en ce qui concerne la performance et la mode. La piste est le premier single du septième album studio de Yankovic, Alpocalypse. Tous les revenus du morceau sont versés à des œuvres de charité pour les droits humains.

## Controverse
En 2011, Yankovic rapporte que Lady Gaga lui a refusé la permission de commercialiser Perform This Way, qui était prédit par les médias comme le premier single de Alpocalypse. Dans son blog, il affirme que la décision est venue uniquement après que le manager de Gaga a insisté pour apporter certaines retouches sur la piste. À la suite du refus, il sort tout de même la piste numériquement le 20 avril 2011 et encourage les donations aux campagnes pour les droits de l’homme. Il déclare par le même fait qu’il avait prévu de donner la totalité de l’argent récolté par les ventes de la chanson et du vidéoclip de celle-ci à des œuvres ayant un « bon karma » qui se battent pour les droits humains.
Après que la vidéo est diffusée sur la plateforme YouTube, il est révélé que Gaga n’a pas encore entendu le titre et qu’ « elle est une grande admiratrice de “Weird Al” ». Ainsi, le manager de Gaga avait pris la décision finale sans avoir fait écouter le morceau à cette dernière,. Quelque temps plus tard, Yankovic se voit accorder le feu vert par Gaga elle-même pour inclure Perform This Way dans son prochain album.

## Vidéoclip
https://www.youtube.com/watch?v=ss_BmTGv43M

## Liste des éditions
1. Perform This Way – 2:53